# 奥拉齐奥·法戈内
奥拉齐奥·法戈内（義大利語：Orazio Fagone，1968年11月13日—），意大利男子短道速滑运动员。他曾代表意大利参加1988年、1992年和1994年冬季奥林匹克运动会短道速滑比赛，其中在1994年奥运会获得一枚金牌。